# Kehrwegstadion
Das Kehrwegstadion ist ein Fußballstadion in der belgischen Stadt Eupen, Regierungssitz der Deutschsprachigen Gemeinschaft, in der Provinz Lüttich. Es ist die Heimspielstätte des Fußballvereins KAS Eupen.

## Geschichte
Das Stadion gehört der Stadt Eupen und Hauptnutzer ist der Fußballklub KAS Eupen. Es fasst 8363 Zuschauer, hat drei überdachte Sitzplatztribünen, eine überdachte Stehplatztribüne und eine Fußballkantine. Die Inbetriebnahme des Stadions erfolgte 1947, mehrere Erweiterungen erfolgten 1969 und 1974 auf Initiative von Bürgermeister Reiner Pankert, sowie erneut von 1993 bis 1994. Zudem befinden sich oberhalb der Haupttribüne Logen sowie ein Restaurant. Die KAS Eupen stieg im Jahr 2010 in die Jupiler Pro League auf. Für die Saison 2010/11 in der ersten Liga musste das Stadion deshalb renoviert und ausgebaut werden, um den Anforderungen der ersten belgischen Liga zu entsprechen. Es wurde zum angestrebten Termin im Oktober 2010 fertiggestellt. Das Fassungsvermögen stieg auf über 8000 Plätze, das Flutlicht wurde verbessert und das Spielfeld erhielt eine Rasenheizung. Die Kosten beliefen sich auf etwa 5 Mio. Euro. Im ersten Spiel im renovierten Stadion am 16. Oktober 2010 bezwang die KAS Eupen den VV St. Truiden klar mit 6:0.
Das Eupener Stadion war ein Spielort der U-17-Fußball-Europameisterschaft 2007.

## Kapazität
Das Kehrwegstadion hat eine Gesamtkapazität von 8363 Plätzen (5603 Sitzplätze, 2760 Stehplätze), verteilt auf vier Tribünen. Mit Ausnahmen der Tribüne '1bis' sowie Teilen der Tribüne 3 sind sämtliche Plätze überdacht.
Übersicht der Tribünen:
- Tribüne 1: 800 Sitzplätze, 155 Business Seats sowie 560 Stehplätze (T1bis)
- Tribüne 2: 2390 Sitzplätze
- Tribüne 3: 2258 Sitzplätze (davon 407 unüberdacht)
- Tribüne 4: 2200 Stehplätze

## Sender Kehrwegstadion
Am Stadion befindet sich der Sender Kehrwegstadion:

### Analoger Hörfunk (UKW)
| Frequenz (MHz) | Programm                     | ERP (kW) | Polarisation horizontal (H)/vertikal (V) |
| -------------- | ---------------------------- | -------- | ---------------------------------------- |
| 94,9           | BRF1                         | 0,05     | H                                        |
| 98,4           | BRF2                         | 1        | V                                        |
| 96,7           | Radio Contact-Ostbelgien NOW | 2        | V                                        |
| 101,2          | Radio 700                    | 2        | V                                        |

Am 23. Januar 2023 wurde für Ostbelgien ein Bouquet über DAB+ Kanal 8A (195,936 MHz), ein Bouquet mit deutschsprachigen Programmen genehmigt. Diese werden über den Sender Raeren-Petergensfeld mit 2 kW und seit Februar 2024 zusätzlich über den Sender Amel / Medell-Köpp mit 4 kW gesendet. Der Sender Kehrwegstadion steht bei Bedarf zusätzlich zur Verfügung.